# Ana Jiménez
Ana Jiménez Porcuna (Córdoba, 13 de agosto de 1988) es una escritora y publicista española.

## Desarrollo profesional
Licenciada en Publicidad y Relaciones públicas por la Universidad Complutense, es diplomada en Diseño Web Multimedia y MBA en Marketing Digital. Tras terminar sus estudios creó una agencia orientada al asesoramiento en marca personal de autoridad de mujeres profesionales.
Ha publicado dos libros e impartido conferencias en  el Google Campus de Madrid y Wordcampus.   Su trabajo de asesoramiento está orientado a configurar la marca personal con cinco consejos para promover el valor de las distintas profesiones.
Mediante sus libros ha impulsado el empoderamiento femenino, sea cual sea su campo, siendo crítica con la exigencia social que sufren muchas mujeres para ser una “superwoman”, y planteando los desafíos de la conciliación y la autoridad de las mujeres en los negocios. También propone soluciones a situaciones comunes asegura haber ido identificando a lo largo de su carrera orientando a mujeres emprendedoras. Define la marca personal como la que “las personas saben y recuerdan de ti” y considera que para lanzarla es necesario crear una estrategia.
En 2018 logró la Estrella de Oro a la Excelencia Profesional (Instituto para la Excelencia Profesional, Madrid). Ha participado en el Woman in Business Summit, celebrado en Londres en 2019, en MarketINN Woman de Colombia (2017)  y en distintos foros y conferencias sobre la mujer. 

## Obra publicada
- Cómo dar Glamour a tu Marca Personal (2017)
- Celebritips (2019)